# Résolution 1747 du Conseil de sécurité des Nations unies
Membres permanents
- Chine
- États-Unis
- France
- Royaume-Uni
- Russie

Membres non permanents
- Afrique du Sud
- Belgique
- Congo
- Ghana
- Indonésie
- Italie
- Panama
- Pérou
- Qatar
- Slovaquie

Résolution no 1746 Résolution no 1748
La résolution 1747 du Conseil de sécurité des Nations unies était une résolution du Conseil de sécurité des Nations unies, rédigée en référence à certains rapports de l'AIEA, qui renforçait les sanctions imposées à l'Iran dans le cadre du programme nucléaire iranien. Elle a été adoptée à l'unanimité par le Conseil de sécurité des Nations unies le 24 mars 2007.
En juin 2006, les cinq membres permanents du Conseil de sécurité plus l’Allemagne ont offert un ensemble d’incitations économiques, y compris le transfert de technologie dans le domaine nucléaire civil, en échange de l’abandon permanent par l’Iran de son programme contesté d’enrichissement d’uranium.
L'Iran soutient qu'il n'a pas accepté cette offre parce qu'elle n'était pas assez attrayante et en raison de son droit inaliénable d'enrichir de l'uranium à des fins pacifiques. Pour justifier sa position, l'Iran a fait référence à des accords antérieurs conclus entre le shah d'Iran et l'Occident concernant Eurodif et Bushehr. L'Iran a également évoqué des accords similaires entre l'Occident et d'autres pays comme la Corée du Nord ou la Libye, où les accords conclus et les promesses faites n'ont pas été tenues. Dans la résolution 1737, adoptée par le Conseil de sécurité en décembre 2006, une première série de sanctions contre l’Iran a été mise en œuvre parce qu’il n’a pas suspendu son programme d’enrichissement d’uranium.
Dans la résolution 1747, le Conseil a décidé de resserrer les sanctions imposées à l'Iran dans le cadre du programme nucléaire de ce pays. Il a également décidé d’interdire les ventes d’armes et de renforcer le gel des avoirs déjà en place.

## Contexte des inspections de l'AIEA

### Accès aux sites nucléaires
Selon l'Agence internationale de l'énergie atomique (AIEA), l'Iran n'avait pas encore déclaré la portée complète de son programme et n'avait pas permis un accès sans restriction à tous ses sites nucléaires. Le programme avait alors 18 ans et une partie ne relevait pas de la compétence de l'AIEA. Cette situation inquiétait l’agence et la communauté internationale.
L'Iran a déclaré qu'il avait autorisé l'AIEA à accéder à tous ses sites nucléaires, volontairement et plus que tout autre pays en signant des protocoles supplémentaires du TNP.

### Suspension précédente
L'Iran a déclaré qu'un accord précédent de suspendre l'enrichissement d'uranium pendant deux ans en 2004 n'avait donné aucun résultat tangible pour aucune partie. L'Iran a exprimé le souci officiel de divulguer plus d'informations à l'AIEA en raison des menaces militaires répétées faites par l'Occident depuis 2005. Par la suite, l'AIEA a déclaré qu'elle n'était pas en mesure de conclure à l'absence de matières ou d'activités nucléaires non déclarées en Iran et a renvoyé le dossier au CSNU.

## Déclaration d'intentions

### Position des Nations unies
Les membres permanents du Conseil de sécurité, dont la Russie et la Chine, ont déclaré leur intention d'empêcher l'Iran d'acquérir des armes de destruction massive en raison de sa rhétorique belliqueuse envers l'Occident et Israël depuis la révolution iranienne. En principe, le Conseil de sécurité des Nations unies (CSNU) et l’Agence internationale de l’énergie atomique (AIEA) ont confirmé le droit de l’Iran à la technologie nucléaire pacifique conformément au Traité sur la non-prolifération des armes nucléaires (TNP).

### Position iranienne
L'Iran a déclaré qu'il souhaitait construire un réseau de centrales nucléaires d'une capacité de 20 000 MW d'ici 2020. L'Iran a évoqué son droit inaliénable de développer la technologie nucléaire à des fins civiles et pacifiques en vertu du TNP pour justifier sa position. Le guide suprême de l'Iran a déclaré dans une fatwa que la possession et l'utilisation d'armes nucléaires sont « anti-islamiques ». Les responsables iraniens ont insisté sur le fait qu'ils n'avaient aucune intention de développer des armes nucléaires. Ce point a été fortement remis en question par l'Occident car l'enrichissement de l'uranium est une technologie à double usage.
L'Iran a déclaré qu'il n'avait pas l'intention de suspendre son programme d'enrichissement. Le ministre iranien des Affaires étrangères, Manouchehr Mottaki, a déclaré au Conseil de sécurité après le vote : « Le monde doit savoir, et il le sait, que même les sanctions politiques et économiques les plus sévères ou d'autres menaces sont bien trop faibles pour contraindre la nation iranienne à se retirer de ses droits légaux et légitimes ». Il a ajouté : « La suspension n'est ni une option ni une solution ».

### Position du Mouvement des pays non alignés
L'Iran a rappelé au Conseil de sécurité le soutien du Mouvement des pays non alignés à son programme nucléaire civil et son opposition à toute attaque militaire contre l'Iran. Cette déclaration du Mouvement des pays non alignés représentait 118 pays.

## Désarmement nucléaire

### L'Iran et les armes de destruction massive
Depuis 2007, l'Iran n'était pas connu pour posséder des armes de destruction massive et a signé des traités répudiant leurs possessions, notamment la Convention sur les armes biologiques, la Convention sur les armes chimiques et le Traité sur la non-prolifération des armes nucléaires (TNP). Un certain nombre de pays, dont les États-Unis, le Royaume-Uni et la France, ont accusé l'Iran d'une intention clandestine de développer des armes nucléaires. Cependant, selon la plupart des estimations, l'Iran était à au moins deux à six ans de pouvoir produire une bombe atomique.

### «Hypocrisie occidentale»
L'Iran a déclaré qu'il n'acceptait pas d'être sermonné et soumis à la pression de l'Occident qu'il a accusé « d'hypocrisie et de double standard ». L’Iran a condamné les membres du Conseil de sécurité pour ne pas avoir fait ce qu’ils prêchaient aux autres : à savoir se débarrasser de leurs propres armes de destruction massive, car c’était leur devoir en vertu du TNP,. En mars 2006, l'Iran a vivement déploré la décision du Royaume-Uni de renouveler son système d'armes nucléaires de missiles Trident. Il se sentait également menacé par le déploiement militaire des États-Unis en Irak, en Afghanistan et au Moyen-Orient. L'Iran a souligné le fait que les États-Unis étaient le seul pays à avoir jamais utilisé des armes nucléaires dans l'histoire et n'avaient pas exclu la possibilité de les utiliser à nouveau à l'avenir dans le cadre de la doctrine Bush, à l'encontre de la Charte des Nations unies.

### Double standard
L'Iran a déclaré que le double standard appliqué à Israël est injuste et inquiétant étant donné sa possession d'armes nucléaires, sa non-adhésion au TNP et son traitement des Palestiniens pendant de nombreuses années. Israël a officieusement déclaré qu'il avait besoin d'armes nucléaires pour assurer sa survie dans un environnement principalement hostile au Moyen-Orient, depuis son indépendance en 1948 et après l'Holocauste. L'Iran a répondu que le Moyen-Orient ne devrait pas porter la responsabilité des crimes contre l'humanité et des atrocités commis par les nazis pendant la Seconde Guerre mondiale contre les juifs en Europe.

## Centrale nucléaire de Bouchehr

### Combustible nucléaire
En 1995, la Russie a signé un contrat pour la fourniture d'un réacteur à eau légère pour la centrale (le contrat était évalué entre 700 000 000 et 1 200 000 000 USD). Bien que l'accord demandait que les barres de combustible usé soient renvoyées en Russie pour être retraitées, les États-Unis ont exprimé leur inquiétude que l'Iran retraite les barres lui-même, afin d'obtenir du plutonium pour les bombes atomiques. En mars 2007, à la suite du refus de l'Iran d'arrêter l'enrichissement, la Russie a annoncé qu'elle suspendait la livraison de combustible nucléaire, prétextant des paiements en retard vis-à-vis du réacteur de Bouchehr, même si l'Iran a réfuté tout paiement tardif. Par conséquent, Bouchehr devait être mis en service début 2009, après cinq retards de deux ans chacun.

### Système de défense anti-aérien
La Russie a déclaré à plusieurs reprises son opposition à toute attaque militaire contre les installations nucléaires civiles de l'Iran. En janvier 2007, la Russie a annoncé la vente de 29 unités de son système de missiles Tor à l'Iran dans le cadre d'un accord d'un milliard de dollars pour protéger ses installations,.

## Justification du programme

### Raisons économiques
L'Iran a déclaré que son programme était uniquement motivé par les besoins économiques et le progrès scientifique. Le pays a rajouté que ses importantes réserves de pétrole s'éteindraient inévitablement, compte tenu de sa consommation énergétique intérieure croissante et de ses exportations de pétrole. L'Iran a fait référence aux rapports du gouvernement américain de l'époque du shah et aux estimations américaines indépendantes aussi récentes que 2006 pour justifier sa position. L'Iran a également évoqué la récente décision de la Russie de suspendre la livraison de combustible pour sa centrale nucléaire comme une raison supplémentaire pour laquelle il ne pouvait pas compter sur d'autres pays pour ses besoins en combustible nucléaire.

### Investissement financier
L'Iran a déclaré qu'il avait dépensé trop d'argent, plus de dix milliards de dollars au cours des 30 dernières années, dans son programme nucléaire civil pour y renoncer maintenant,. En outre, il a fait valoir que la suspension est un moyen pour l'Occident de saper l'indépendance et le progrès de l'Iran. Si ses droits ne sont pas respectés par le Conseil de sécurité, l'Iran a menacé de se retirer du Traité de non-prolifération. L'Iran a justifié son programme d'enrichissement d'uranium car il envisageait de construire plus de centrales nucléaires à l'avenir.

### Fierté nationale et indépendance
En mars 2007, il a été annoncé que l'Iran émettrait un billet de 50 000 rials dont le sujet était le programme d'énergie nucléaire iranien, qui était devenu un objet de fierté nationale et le symbole de l'indépendance pour de nombreux iraniens.

## Relations États-Unis-Iran

### Inquiétudes iraniennes
D'autres sujets interféraient avec le dossier de l'Iran au Conseil de sécurité, notamment:
- La guerre économique et industrielle menée par les États-Unis contre l'Iran depuis de nombreuses années, à travers des sanctions économiques,
- Le gel des avoirs iraniens détenus à l'étranger depuis la révolution iranienne de 1979, d'un montant de plus de 10 milliards de dollars selon certaines estimations,
- L'ingérence américaine dans ses affaires intérieures, en particulier dans le domaine des droits de l'homme,
- L'opération Ajax de la CIA visant à renverser le Premier ministre démocratiquement élu Mohammad Mossadegh dans les années 1950, pour laquelle le gouvernement américain s'est excusé en 2000[25].

### Propagande
Les deux parties ont eu recours à la propagande, à la guerre psychologique, à l'idéologie et à la diffamation à travers les médias pour galvaniser leurs troupes et gagner l'opinion publique,. L'Iran a qualifié les États-Unis de « Grand Satan » et scandait « mort à l'Amérique ». Pendant ce temps, le président américain George W. Bush a déclaré que l'Iran faisait partie de « l'axe du mal ». L’Iran et les États-Unis s’accusaient mutuellement de ne pas travailler pour leur propre peuple mais pour un petit groupe qui tient le pouvoir, même si les deux parties revendiquaient un large soutien démocratique. Un sondage de la BBC réalisé en juin 2006 a révélé que l'opinion publique mondiale considérait les États-Unis, avec l'Iran, comme la plus grande menace à la paix mondiale.

### Guerres
Les États-Unis ont accusé l'Iran de saper la paix au Moyen-Orient en soutenant les parties en guerre économiquement et militairement au-delà de ses frontières, en particulier :
- en Irak en soutenant la violence sectaire et les insurgés[29],
- au Liban via le Hezbollah,
- dans les territoires palestiniens via le Hamas.

L'Iran accusait les États-Unis d'être un « occupant » en Irak. Néanmoins, l'Iran a nié toute implication militaire en Irak, même si les forces américaines ont déclaré en avoir la preuve. Le 25 décembre 2006, les forces armées américaines ont arrêté puis relâché quatre hauts responsables militaires iraniens à Bagdad. En janvier 2007, les forces contrôlées par les États-Unis ont enlevé et auraient torturé cinq Iraniens à Erbil, en Irak, qui n'avaient pas encore été libérés. En avril 2007, ces mêmes prisonniers ont été autorisés à recevoir la visite de délégués du CICR pour la première fois. L'Iran a accusé les États-Unis de soutenir les groupes d'opposition armés contre son gouvernement à l'intérieur et à l'extérieur de l'Iran, et de mener des vols de reconnaissance d'UAV au-dessus de l'Iran depuis 2005.

### Bourse du pétrole iranienne
Selon certains experts, l'Iran cherchait à affaiblir l'influence mondiale des États-Unis en créant une bourse pétrolière iranienne qui devait négocier en rial iranien et dans les principales devises au lieu de dollars, ainsi qu'un cartel du gaz avec la Russie, qui ont tous deux les plus grandes réserves de gaz au monde. L'Iran a nié cela et a justifié les deux projets sur la base de leurs seuls mérites économiques.

## Relations Iran-Israël

### Menaces iraniennes
L'Iran a nié vouloir voir « rayer Israël de la carte » comme l'ont rapporté les médias étrangers. Le ministre iranien des Affaires étrangères a affirmé que la politique déclarée de l'Iran vis-à-vis d'Israël était d'exhorter à une solution à un État par le biais d'un référendum national dans lequel un gouvernement serait élu pour lequel tous les Palestiniens et tous les Israéliens voteraient conjointement,,,.

### Menaces israéliennes
L'Iran a évoqué l'attaque surprise des Forces de défense israéliennes en 1981 contre le réacteur nucléaire d'Osirak en Irak et ses récentes menaces contre Téhéran comme des raisons supplémentaires pour lesquelles il ne pouvait pas divulguer plus d'informations sur son programme à l'AIEA. Israël a déclaré « qu'un Iran armé nucléaire n'était pas acceptable pour Israël » et qu'il entreprendrait une action militaire si la communauté internationale ne parvenait pas à freiner le programme nucléaire iranien,. S'il était attaqué, l'Iran a juré qu'il était prêt à riposter dans une guerre asymétrique et en utilisant son vaste arsenal de missiles pour atteindre Tel Aviv.

## Solutions proposées par l'Iran

### Négociations complètes
L’Iran a accepté de tenir de nouveaux pourparlers, sans condition préalable à l’arrêt de son programme d’enrichissement d’uranium. Les États-Unis s'y sont opposés, même s'ils ont accepté de tenir des pourparlers directs sur d'autres sujets comme la guerre en Irak. En 2003, l’Iran était connu pour avoir fait une proposition confidentielle similaire aux États-Unis par l’intermédiaire de l’ambassade de Suisse à Téhéran. La Suisse était la puissance protectrice des États-Unis en Iran depuis la révolution iranienne de 1979. Les États-Unis auraient rejeté ces discussions à l'époque.

### Consortium international
L'Iran est prêt à envisager la création d'un consortium international pour l'enrichissement d'uranium basé en Iran comme une solution à l'impasse actuelle au Conseil de sécurité. En avril 2007, l'Iran a déclaré qu'il avait atteint le stade précoce de la production industrielle de combustible nucléaire après l'installation de plus d'un millier de centrifugeuses à l'installation souterraine de Natanz. L'Iran a déclaré qu'il prévoyait d'installer 50 000 centrifugeuses supplémentaires à l'avenir. En 2005, l'Iran a inauguré une installation de conversion d'uranium à Ispahan et une usine de production d'eau lourde à Arak en 2006. Toutes les installations iraniennes déclarées étaient sous la stricte supervision de l'AIEA.

## Résolutions liées
- Résolution 1696 du Conseil de sécurité des Nations unies, exigeant que l’Iran mette fin à son programme d’enrichissement, le 31 juillet 2006.
- Résolution 1737 du Conseil de sécurité des Nations unies, imposant des sanctions initiales, le 23 décembre 2006.
- Résolution 1803 du Conseil de sécurité des Nations unies (en), demandant à l'Iran de mettre un terme aux activités liées à l'enrichissement, le 3 mars 2008.
- Résolution 1835 du Conseil de sécurité des Nations unies, réaffirmant les résolutions précédentes, le 27 septembre 2008.
- Résolution 1929 du Conseil de sécurité des Nations unies, imposant des sanctions et des mesures d'exécution, le 9 juin 2010.
- Résolution 2231 du Conseil de sécurité des Nations unies, approuvant le Plan d'action global commun, le 20 juillet 2015.

## Résiliation
Les dispositions de la résolution 1747 ont été abrogées par la résolution 2231 du Conseil de sécurité des Nations unies à compter du jour de mise en œuvre du Plan d'action global commun, le 16 janvier 2016.